# 심카리아

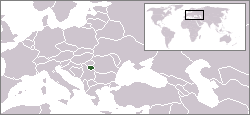
심카리아가 위치한 지도

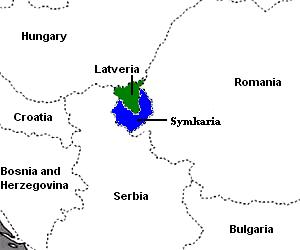
심카리아가 위치한 지도

심카리아(Symkaria)는 마블의 세계관에 존재하는 가상의 국가로, 동유럽의 발칸반도에 위치해 있다고 알려져 있다. 
출신 히어로는 와일드 팩의 여성 단장 실버 세이블(Silver Sable)이 있다.